# Xylena ampla
Xylena ampla är en fjärilsart som beskrevs av Walker 1865. Xylena ampla ingår i släktet Xylena och familjen nattflyn. Inga underarter finns listade i Catalogue of Life.